# テレビのちから
テレビのちからは1998年12月30日から1999年1月1日までTBS・JNN系列で生放送された長時間特別番組である。正式タイトルは「21世紀プロジェクト 年越し30時間生放送!!テレビのちから」。1995年の『報道30時間テレビ』以降中断していた「TBS 21世紀プロジェクト」の年末長時間特別番組がこの年より復活となった。

## 概要
- TBSでの長時間特番は報道30時間テレビ以来3年ぶり。
- テーマ曲はビートルズの「A Hard Days Night」。
- メインテーマは「You CAN Do It!」。

## 番組目玉企画
2000年までの誓い
- 2000年までに達成したい目標を全国からFAXで募った。また芸能人の2000年の誓いを番組中に随時紹介した。

## 総合司会
- 福留功男（当時『ブロードキャスター』司会）
- 薬丸裕英（当時『はなまるマーケット』司会）

## 主なコーナー
以下は、放送順に表示。
1. とっておき映像永久保存版　20世紀名番組ベスト200
JNN系列の番組による視聴率ベスト200をカウントダウン（ビデオリサーチ調べ、関東地区）
総合司会以外の出演者：進藤晶子、雨宮塔子（いずれも当時TBSアナウンサー）、中村玉緒、鈴木史朗、石田純一、松村邦洋、奥菜恵、江角マキコ（途中のみ）
ナレーション：木村匡也（メイン）、コーナー担当（田中秀幸、古谷徹、松宮一彦）
  - 企画
    - バラエティー番組列伝
    - スポーツ名場面 世界VS日本
    - 金曜ドラマ特集（VTRコメント出演：佐野史郎）
    - 街角アンケートによるもう一度みたいドラマベスト10（VTRコメント出演：武田鉄矢）
    - 子供たちのヒーロー・ヒロイン（アニメ・特撮もの）特集
    - ザ・ベストオブザ・ベストテン全12年栄光の奇跡（1978年〜1989年の主な曲を紹介）
    - 8時だョ!全員集合特集（ゲスト：加藤茶、志村けん）
    - 1月スタート新ドラマ紹介
2. 20世紀クイズ王決定戦・全国大会
3. 大みそか列島全中継　1億2500万人の朝がいっぱい
4. 動物たちの20世紀
5. スーパーキッズ21世紀夢チャレンジ
6. しあわせ学校計画（「しあわせ家族計画」と「学校へ行こう!」の合体企画。だが、内容は「しあわせ―」の学校クラス版・宿題をやるのは担任の先生）
司会/古舘伊知郎、和田アキ子
7. 20世紀クイズ王決定戦・決勝
8. 第40回輝く!日本レコード大賞
9. 20世紀10大事件日本が震えた日
進行/福留功男
10. グランドフィナーレ

なお、期間中の12月30日に開催され、同日深夜（日付上31日未明にまたぐ）に行われる第78回全国高等学校ラグビーフットボール大会（2回戦ダイジェスト）は、過去の「39時間テレビ」「報道30時間テレビ」とは異なり、この番組では内包せず、長時間特番前の16:30から18時に生放送された。

## 30時間耐久企画
- 2000年までの誓い以外は特になし。

## 20世紀クイズ王決定戦
- 問題は全て、20世紀中に起きた出来事から出題される。

### 第1次予選
- 全国7地区で実施。
- 50問筆記クイズ。各地区上位100名が第2次予選に進出。

### 第2次予選
- 1998年12月30日の夜頃、生放送で1地区ずつ、中継を結んで実施。

予備ラウンド
筆記クイズ。事前に実施されており、成績上位95名が第1ラウンド進出。
当日、都合等で欠員が生じた地区に合わせて地区による不平等を減らす目的で行われた。
また第1・2ラウンドにおいて、生放送の都合で時間一杯となった場合も予備ラウンドでの上位から優先的に補欠合格とされる。
第1ラウンド
○×クイズ。1問不正解で即失格。
30名が第2ラウンド進出。
第2ラウンド
3択クイズ。30名は1～3番の札を持ち、それを挙げて解答する。正解すると1歩進める。
時間内に10問正解すれば決勝ラウンド進出（時間一杯になった時点で決勝ラウンドへ進める15名が決まっていなかった場合、より多く正解していた人から優先的に補欠合格とする）。
15名が決勝ラウンド進出。
決勝ラウンド
早押しクイズ。
15名を3名ずつに組み分けて、1組ずつ行う。
3問正解で本戦進出、不正解2回で失格。各組2名が本戦へ進める。

### 本戦
- 1998年12月31日の昼頃、TBS内のスタジオで生放送で実施。
- 前日の予選を勝ち抜いて上京した7地区70名に芸能人17名を加えた87名で争われた。

FIRST STAGE
基本的には4択クイズ（問題によっては2～6択まで選択肢の数が変わったり、答えが2つあるものがあったり、4～5択の並べ替え問題になったりする場合もある）
『オールスター感謝祭』等で使われたキーパッドや出題方法で実施（シンキングタイムのBGMや一部ルールの変更等、違う部分も多々ある）。この形式は、本戦出場者や視聴者を驚かせた。
予選落ちやピリオドチャンピオン等のルールは無し（ただし実施されなかったが、当初は数問毎に成績下位者を足切りする予定であった）。最終問題まで87名全員が参加して、成績を競った。
全問終了時の正解数（同数の場合は解答にかかった時間の総計が短い人）の上位8名がSECOND STAGE進出。
SECOND STAGE
早押しクイズ。ただし従来の読み上げられた問題に答えるものではなく、様々な趣向を凝らした問題が出題された。
映像問題（映像を見て答える）、多答問題（複数在る正解を全て挙げる）、音楽問題（流れてきた音楽を聴いて答える）の3種類から出題。5問1セットで1種類ずつ出題された。
5問正解で本戦進出、不正解3回で失格。先着4名がFINAL STAGEへ進める。
FINAL STAGE
早押しクイズ。7問正解で優勝、不正解3回で失格。

### FINAL STAGEの結果
| 順位 | 名前       | 得点       |
| ---- | ---------- | ---------- |
| 優勝 | 石野まゆみ | 7          |
| 2位  | 藤村泰宏   | 3          |
| 3位  | 三上朋徳   | 19問目失格 |
| 4位  | 井澤孝紀   | 15問目失格 |

- この企画の司会者には同番組総合司会の福留功男も候補に挙がったが、福留は「テレビのちから」の総合司会を受け持つ関係と「福留=ウルトラクイズ」のイメージから司会者起用の話は辞退し、関東地区の予選会場への出場者の激励に姿を見せるだけに留まった。結果本戦の司会は渡辺正行が担当することとなった[1]。

## スタッフ
- 構成：高橋秀樹、日野原幼紀、恒川省三、腰山一生、小山薫堂、福岡秀広、本郷実、都築浩、吉原政幸、鈴木しげき、鮫肌文殊、小笠原英樹、堀江利幸、道蔦岳史、岩崎元哉、野尻靖之、冨永一郎、亀田万寿夫、青島利幸、木野聡、成島正浩、シマダ秀樹、村田勢津子、荒木美子、今滝博之、川野孝弘、清水聖太郎、竹尾明子、伊藤正宏
- 技術：杉田謙二/中村秀夫
- 美術：橘野永
- 「プロローグ」
  - D：十二竜也
  - TD：小林敏之、鳥井隆
  - VE：形山晋治、鉄尾直司、野々村直
  - 音声：渡辺秀樹、倉本紀彦、米倉敦
  - 照明：松村劦
  - 撮影：長瀬元孝
- 「TBS屋上」
  - D：遠藤宗一
  - TD：近藤弘志
  - 照明：浅田和男
  - 音声：菊哲也
  - ヘリコ：佐賀貴志
- 「代々木会場」
  - D：片山剛
  - FD：宮尾毅、金原将公
  - TD：市村明
  - 照明：松本修一
  - 音声：佐藤竜太郎
- 「とっておき映像永久保存版　20世紀名番組ベスト200!!」
  - 演出：合田隆信
  - D：宮本稔、白井義彦、佐藤友香、上原英範、出水裕子、津留正明
  - 音声：筒井祥子
- 「20世紀クイズ王決定戦 全国大会」
  - 演出：近藤誠
  - FD：大原真人、染谷智
  - TD：中澤健、金澤健一
  - VE：井下雅美、高木敏之
  - 音声：吉田克弥、川島雅裕
  - 照明：伊藤博介
  - 撮影：坂口司
  - 音効：伊藤誠、赤座聡子
  - 美術：岡嶋正浩
  - JNN担当：大沢恒夫、稲葉悠、小口勝彦、高橋広成、岡元隆治、岡田之夫
- 「大みそか列島全中継　1億2500万人の朝がいっぱい」
  - P：山中明、土屋貴弘、桶田敦
  - D：佐藤広光
  - FD：山田太郎
  - TD：望月隆、辻本直弘
  - VE：山森伸浩
  - 音声：山口茂、立花成樹、久代圭司
  - 音効：藤代広太
  - 美術：立原英生
- 「動物たちの20世紀」
  - P：戸田郁夫
  - 演出：酒井祐輔
  - 取材D：笠原啓、斉藤純、小西真由美
  - FD：保津章二
  - AP：会有利
  - TD：松本浩志
  - 撮影：榛沢栄一
  - 音効：高山ひろみ
  - 選曲：水崎雅雄
- 「スーパーキッズ21世紀夢チャレンジ」
  - P：石川滋
  - 演出：田代秀樹
  - D：江本稔、鈴木康正、井口進
  - FD：近野裕樹
  - TD：佐々木常夫
  - 撮影：早川征典
  - 照明：鈴木孝夫
  - 音効：新谷隆生
  - 美術：渡辺秀和
- 「しあわせ学校計画」
  - 演出：海本泰
  - D：西本武、神野基彦、永島雅也
  - ロケD：大熊繁雄、水谷陽子、山口伸一郎、高橋和博
  - FD：朝岡慶太郎
  - TD：筒浦文男
  - VE：山本豊
  - 照明：鹿島雄司
  - 音声：原田光
  - 音効：山田弘実
  - 撮影：川井由紀男
  - 美術：金子俊彦
- 「20世紀クイズ王決定戦 決勝」
  - 演出：小玉滋彦
  - 問題OP：根岸善一郎
  - FD：前川誠
  - 音声：坂井健志、佐久間優、川島雅裕
  - 照明：正木正登
- 「20世紀10大事件日本が震えた日」
  - 演出：正木敦
  - D：水口康成、根津千景、岡田明浩
  - FD：藤岡茂樹
  - TD：浜田泰生
  - 撮影：衛藤憲明
  - 照明：和田洋一
  - 音効：勝見勇一
- 「グランドフィナーレ」
  - P：松尾利彦
  - 演出：田中経一
  - D：中鉢功
  - FD：櫟本憲勝
  - AP：麻生華子、西巻めぐみ
  - 美術：吉田章司

〈代々木中継〉
- - D：中原茂樹
  - TD：和気文雄
  - 音声：寿田道陽
  - 照明：林明仁

〈TBS Cサブ〉
- - D：安田淳
  - 音効：勝見勇一
- 総合美術制作：丸山覚、岡嶋宏明
- 装置：尻無浜宏人、市村敬二、伊藤和彦、石川伸一郎
- 電飾：近藤明博、畑清志
- メカシステム：井上恒、大谷圭一
- 装飾：増田豊
- 持道具：貞中照美
- 衣裳：渡辺純好
- 楽器：船曳博文
- メイク：アーツ、アートメイク・トキ
- CG：山口泰広、大宮司徳盛、田中浩征、高橋和紀、テクノネット
- グランドフィナーレCG：椎谷晴夫
- 回線：深澤友良、内海章博、梅津圭一
- 放送実施：進士雅和
- TK：長田みどり、岩橋千枝、田中理奈子、滝本優子、吉岡千絵、鈴木明日香、岸田純子、南田めぐみ、吉田るり子、伊藤佳加、飛田亜也、城真弓
- 選曲：宮川亮、馬場行俊
- 缶デザイン：岸和弘
- 協力：日本オリンピック委員会、NASA、富士工業、ダイビングスクールBIG BLUE、酒田時計貿易、東洋製罐、KYORITZ、TEAC/TASCAM、共栄ビルメンテナンス
- 写真提供：オリオンプレス、UPI、共同通信社
- 技術協力：東通、東放制作、TBS-V、エヌ・エス・ティー、TAMCO、サンライズアート、ティエルシー、サウンズアート
- 美術協力：アックス、ジーケンアート、東宝舞台、シミズ舞台、美鈴工業、古電磨設、テクト、テレフィット、京阪商会、東京衣裳、サンフォニックス
- 制作協力：日本テレワーク、ZIPPY、トリム、BMC、MMJ、イースト、おふぃす・まどか、ハングオーバー
- 編成：松田幸雄
- 宣伝：濱崎由佳、大川修司
- アナウンスセンター：宇野淑子
- 制作本部：杉崎一雄、木藤豊
- MC担当：北川雅一、佐藤朋子、濱田英理子、小渕優子、紙谷常二、高成麻畝子
- 代々木会場担当：門脇覚、松村恵二、黒須美香
- FD：中川通成、渡辺信也、米谷和博
- 演出助手：服部英司、大松雅和、饗庭千里、村田玲奈、中原嘉仁、高野正範、桑名輝葉、竹村俊晃、山口博之、市川浩生、近藤大輔、小野由紀子、鈴木真由美、山室大輔、井城元、島上崇登、三島圭太
- デスク：下垰笑、佐藤亜希子
- AP：阿部重利、刀根哲洋、古川愛
- キャスティング：大久保竜
- プロデューサー：吉田映一郎
- 総合演出：田代冬彦
- 制作：西村陸、塩川和則
- 製作著作：TBS